# Vedenjska ekonomija
Vedenjska ekonomija je hitro rastoče področje  ekonomije. Razširja  tradicionalno ekonomsko teorijo človeškega vedenja s sklicevanjem na  psihologijo,  sociologijo in  nevroznanost . Pri tem upošteva dve komponenti: identifikacijo načinov v katerih se vedenje razlikuje od tradicionalnega ekonomskega modela in prikaz kako je to vedenje pomembno v ekonomskem kontekstu. Gre torej za razumevanje ekonomskega vedenja in njegovih posledic . Vedenjska ekonomija je nastala iz treh omejitev človeškega vedenja: omejene racionalnosti, omejene moči volje in omejenega lastnega interesa (angl. self-interest) .
V jedru vedenjske ekonomije je prepričanje, da naj bi povečanje vključitve psiholoških temeljev v ekonomsko analizo, izboljšalo področje ekonomije z generiranjem teoretičnih spoznanj, boljšim napovedovanjem fenomenov s tega področja in boljšo politiko.
Vedenjska ekonomija lahko pomaga pojasniti, zakaj ljudje ne ravnajo vedno sebično (npr. darujejo denar), zakaj z ekonomskega vidika njihovo vedenje ni vedno logično (npr. ostanejo pri dražjem ponudniku energije, namesto da bi izbrali cenejšega) ali zakaj pripisujejo več vrednosti nekaterim dobrinam pred drugimi z enako realno vrednostjo.
Težko je reči, kdaj se je vedenjska ekonomija začela. Lahko bi rekli, da je njen začetnik Adam Smith, s svojo knjigo The theory of moral sentiments (1759), v kateri govori o pojmih, ki so v zadnjih 30ih letih postali glavna tema vedelnjske ekonomije - nagradah in kaznih, vplivu mode na ekonomijo . Prvič pa se je izraz vedenjska ekonomija pojavil leta 1958 in je pomenil poskus izboljšanja moči pojasnjevanja in napovedovanja ekonomije .

## Stara vedenjska ekonomija
Stara vedenjska ekonomija se je začela razvijati v 50ih in 60ih letih dvajsetega stoletja, kot kritika na  neoklasično ekonomijo. Neoklasična teorija trdi, da so preference potrošnikov konsistentne, medtem ko vedenjska ekonomija ugotavlja, da obstajajo dokazi o tem, da so preference odvisne od posameznika in da obstaja posameznikova referenčna točka (angl. reference point), ki običajno sovpada s posameznikovimi lastnostmi . Glavna kritika neoklasične ekonomije in hkrati glavna predstavnika stare vedenjske ekonomije sta bila Herbert A. Simon in George Katona. 
Herbert A. Simon je svoj pogled na ekonomijo predstavil v ekonomskem slovarju The New Palgrave (1987a) . Izpostavil je tri naloge vedenjske ekonomije: 
1. Vedenjska ekonomija se ukvarja z empirično veljavnostjo neoklasičnih predpostavk o človeškem vedenju in če se te predpostavke izkažejo za napačne, mora vedenjska ekonomija poiskati empirične zakone, ki čimbolje opisujejo to vedenje kot pravilno in mogoče.
2. Vedenjska ekonimija skrbi za posledice napačnih neoklasičnih predpostavk na delovanje ekonomskega sistema, njegovih institucij in na javno politiko.
3. Vedenjska ekonomija skrbi za empirične dokaze o funkciji koristi, tako da so napovedi človeškega ekonomskega vedenja boljše [5].

George Katona je objavil knjigo Psychological Analysis of Economic Behavior (1951) . Glavna predpostavka te knjige je, da ekonomski procesi izvirajo neposredno iz človeškega obnašanja in da je to pomembno dejstvo zaradi moderne ekonomske analize zanemarjeno.
Menil je, da je brez upoštevanja motivov, stališč in pričakovanj posameznikov opis ekonomskega obnašanja nepopoln, razumevanje obnašanja omejeno in napovedovanje prihodnjega obnašanja nepravilno .

## Nova vedenjska ekonomija
Z vidika nove vedenjske ekonomije je bil v 1970ih letih zelo pomemben pojav nove veje psihologije-  vedenjske teorije odločanja (BDM). Vedenjska teorija odločanja je pogosto opisana kot direktna posledica  kognitivne revolucije. Raziskovalci so kognitivne poglede uporabili pri temi človeškega presojanja in sprejemanja odločitev. Osredotočili so se na iskanje splošnih kognitivnih spretnosti, njihovih koristi in omejitev ter raziskovanje, kakšna je njihova vloga pri oblikovanju obnašanja, ki ga lahko opazujemo .

### Amos Tversky in Daniel Kahneman- hevristika, pristranskost in teorija pričakovanja
Kot psihologa, sta imela Amos Tversky in Daniel Kahneman dober vpogled v psihološke pristope študij človeškega presojanja in sprejemanja odločitev, dobro pa sta poznala tudi formalizem ekonomskih teorij odločanja .
V svojem delu (Judgment under Uncertainty: Heuristics and biases, 1974)  sta zapisala, da se ljudje zanašajo na omejeno število hevrističnih načel, ki zmanjšajo kompleksne naloge ocenjevanja verjetnosti in napovedovanja vrednosti, na enostavnješe operacije presojanja. V splošnem naj bi bile te  hevristike kar uporabne, vseeno pa včasih vodijo do hudih in sistematčnih napak. Zato vsaka hevristika, vključno z reprezentacijami, razpoložljivostjo, sidranjem in prilagajanjem, čeprav je v splošnem koristna, nastopi z značilnimi pristranskostmi, ki se pojavljajo v posebnih okoliščinah. Avtorja zato upata, da bo boljše razumevanje hevristik (mehanizmov, ki so podlaga sodb ljudi) izboljšalo presojanje in odločanje v negotovih razmerah .
Teorija pričakovanja (angl. prospect theory) je nastala kot alternativni model teorije pričakovane koristi (angl. expected utility theory) in je opisna teorija sprejemanja odločitev pod vplivom tveganja.  Uporablja  kognitivno psihologijo za pojasnitev različnih divergenc odločanja v ekonomiji iz neoklasične teorije.
Teorija pričakovanja namesto na končnem stanju premoženja, temelji na dobičkih in izgubah. Kaj se šteje za dobiček in kaj za izgubo, je po tej teoriji relativno za vsak okvir in zato se lahko posameznik pri različnih okvirjih obnaša različno. Zato lahko teorija pričakovanja pojasni mnogo zapletenih obnašanj, kot je npr. dejstvo, da ljudje hkrati kupujemo zavarovanja in igramo igre na srečo. Teorija pričakovanja trdi, da je človekova reakcija mnogo večja na izgubo, kot na dobitek .

## Metode v vedenjski ekonomiji
Vedenjska ekonomija proučuje, kako ljudje dejansko sprejemajo vsakodnevne odločitve, pri čemer je kritična do domnev tradicionalne ekonomije ter se opira na terenske in laboratorijske raziskave dejanskih razlogov za njihove odločitve. Te raziskave vklučujejo uporabo različnih metod in  multidisciplinarnih pristopov.
Uporabljajo statistične podatke izidov s trga, eksperimentalne metode in raziskave pogledov ljudi .

### Hipotetične izbire
Nekatere najzgodnejše in tudi najbolj pomembne razprave na temo vedenjske ekonomije so se zanašale na odgovore posameznikov, ki so odgovarjali na vprašanja, kaj bi izbrali oz. kako bi se obnašali v neki hipotetični situaciji. Čez čas so eksperimentalni ekonomisti pričeli kritizirati študije hipotetičnih izbir, saj po njihovem mnenju pri teh poskusih subjekti niso imeli motivacije, da bi dali resnične, skrbno pretehtane odgovore in da so bile nekatere  anomalije ustvarjene umetno . 

### Poskusi z dejanskimi izidi
Nekateri raziskovalci s področja vedenjske ekonomije niso bili zadovoljni le s hipotetičnimi izbirami, zato so testirali njihove rezltate z eksperimenti z dejanskimi izidi. Pri tem so uporabljali tudi denar. Tekom časa, so eksperimenti, ki so vključevali dejanske izide, začeli nadomeščati hipotetične izbire, kot standardi za raziskovanje v vedenjski ekonomiji .

### Raziskave na terenu
V zadnjem desetletju vedejski ekonomisti vedno več raziskav opravijo na terenu. Pri tem pogosto vključijo tudi statistične podatke raziskav. Raziskave na terenu so se pojavile predvsem zaradi skrbi  ekološke veljavnosti, torej da eksperimentov iz laboratorija ni mogoče posplošiti na dejanske situacije, tudi če le-te vključujejo dejanske izide. Možno je namreč, da se ljudje zaradi drugačnega konteksta, informacij in različnih možnih izidov/tveganj, v laboratoriju odločijo drugače, kot bi se v dejanskih situacijah. Kot rešitev vprašanja ekološke veljavnosti, so nekateri raziskovalci uporabili tudi metodo  naravnega ekspreimenta.
Ker se eksperimenti na terenu odvijajo pod pogoji, ki so zelo podobni ali identični tistim pri dejanskem odločanju, so tudi visoko  zunanje veljavni. Imajo pa tudi visoko  notranjo veljavnost, saj vključujejo naključno dodelitev testnih in konrolnih skupin .

### Procesne meritve in fMRI
Procesne meritve so metode, ki dajejo podatke o kognitivnih in emocionalnih procesih povezanih z odločanjem. Ena izmed bolj specifičnih procesnih meritev, ki so trenutno v uporabi je fMRI (angl. Functional magnetic resonance imaging), ki raziskovalcem omogoča opazovanje kateri deli posameznikovih možganov so aktivirani pri določeni nalogi ali odločitvi. Slikanje možganov tako uporabljajo pri različnih ekonomskih nalogah- tveganem in negotovem odločanju, izbiranju, nakupovalnem in prodajnem vedenju in strateškem vedenju pri igrah . 

## Kritika vedenjske ekonomije
Kritiki so poudarili, da vedenjska ekonomija ni enotna teorija, ampak zbirka različnih orodij in idej . Očitali so ji tudi, da zgolj osvetli nekatere zanimive a relativno majhne napake vedenja, saj dokazi kažejo, da smo ljudje pri večini odločitev temeljno racionalna bitja. Naslednja stvar, ki jo neoklasični ekonomisti očitajo vedenjski ekonomiji je ta, da so vedenja ki jih vedenjski ekonomisti označujejo kot iracionalna, v bistvu racionalna. Pravijo, da ni pomembno, kako čudna je določena ekonomska odločitev, saj lahko zanjo vedno dobimo racionalno razlago .

## Pomembni avtorji
- Dan Ariely
- Colin Camerer
- Daniel Kahneman
- George Katona
- George Loewenstein
- Herbert A. Simon
- Adam Smith
- Vernon L. Smith
- Larry Summers
- Richard Thaler
- Amos Tversky
- John Quiggin